# Teleki Andor (borász)
Teleki Andor (Szül: Tauszig) (Pécs, 1883. július 24.–Bécs, 1953. április 2.), magyar királyi kormány-főtanácsos, villányi szőlőbirtokos, a Bécsi Magyar Kereskedelmi Kamara (Austro-Ungarische Handelskammer) alelnöke, magyar királyi tartalékos tüzérfőhadnagy, a Signum Laudis, valamint a francia Merite Agricole lovagkereszt, a tuniszi II. osztályú Nichan-Iftikhor rend, és az olasz Koronarend tiszti kereszt tulajdonosa.

## Családja és származása
Izraelita családban született. Apja Tauszig Zsigmond (1854–1910), kiemelkedő szőlőtermesztő, borász, a magyarországi alanynemesítés, szőlőtermesztés és bortermelés megújítója; anyja Spitzer Matild (1861–1931). Az apai nagyszülei Taussig Ábrahám (1813–1885), fűszerkereskedő, villányi szőlőbirtokos, és Weisz Krisztina (1834–1914) voltak.
1882. január 2-án apja a „Tauszig Zsigmond” villányi pincészetet alapította. 1897. december 15–én Tauszig Zsigmond pécsi lakos, valamint Andor, Teréz és Sándor gyermekei a belügyminisztérium jóváhagyásával Teleki-re változtatta meg a vezetéknevét. Teleki Andor fivére Teleki Sándor (1883–1953), villányi szőlész, tartalékos százados, magyar királyi kormány-főtanácsos, szőlőbirtokos, az ezüst és bronz érdemérem, a Károly csapatkereszt, a Merite Agricole tulajdonosa, Baranya vármegye törvényhatósági bizottságának a tagja, az Alsó-dunántúli Mezőgazdasági Kamara szőlészeti és borászati szakosztályának alelnöke, az Alsókarasicavölgyi Vízlecsapoló Társulat elnöke, a Villányi Központi Takarékpénztár alelnöke; leánytestvére Teleki Teréz (1886–1918), akinek a férje dr. Berkovits René (1882–1928), orvos, bel- és ideggyógyász, Nagyvárad városának tisztiorvosa, I. világháború alatt a nagyváradi katonai járványkórház parancsnoka volt. Teleki Andor és fivére Sándor az ágostai hitvallásra tértek át az 1930-as években; mindketten több alkalomban adományokat tettek a pécsi evangélikus egyháznak.

## Élete
1910-ben Teleki Andor és Sándor exportirodát nyitottak Bécsben és több kísérleti telepet hoztak létre: az 1920-as években már működött Teleki-féle szőlőtelep Ausztriában, Olaszországban, Franciaországban, sőt Algériában is. Teleki Andor és Teleki Sándor Közép-Európa legnagyobb alanyvessző és oltványtelepe 1931-ben 100 kh szőlőből, 100 kh amerikai oltványvessző-termő területből, 30 kh oltványiskolából, valamint 250 kh kiegészítő gazdasági földterületből állt. 1912-ben a Schaumburg-Lippe uradalom Villányban is pezsgőgyárat alapított, ami 1929-ig állt fenn. Villány lett egész Dél-Magyarország legfontosabb borászati és kereskedelmi központja, ahol számos nagy borkereskedő telepedett le.
Az első világháborúban részt vett; 1915 májusában a 4. honvédágyús ezrednél volt hadnagy. 1915 szeptemberében az uralkodó Teleki Andort, a Bernaster Lajos budapesti olajgyári cég beltagját, a Magyar Vegyészeti Gyárosok Országos Egyesülete számvizsgáló-bizottságának tagját, a m. kir. honvédség kötelékében tartalékos főhadnaggyá léptette elő. Mint tartalékos honvéd tüzérhadnagy 1914. december elején sebesülten és tüdőcsúcshuruttal Dél-Galiciából Arcoba érkezett gyógyulni és miután folytonos harcok közepette bejárta Bukovinát és Galicia egy részét.
1916 júniusában Teleki Andor tartalékos honvéd tüzérfőhadnagy az ellenség előtt tanúsított vitéz magatartásáért (az 1914. évi bukovinai harcokban) kapta meg a Signum Laudis-t. Öccse, Teleki Sándor a háború kezdete óta rövid betegség okozta szabadságtól eltekintve, állandóan a harctéren a tűzvonalban volt és két kitüntetést kapott, a legutóbbi nagy harcok alkalmából kardvágástól fejen megsebesült és egy budapesti hadikórházba került. 1916 júliusában az uralkodó Teleki Andor tartalékos honvédtüzér főhadnagyot, az ellenség előtt tanúsított vitéz magatartásáért legfelsőbb dicsérő elismeréssel tüntette ki. 1917 júniusában Teleki Andor tartalékos tüzérfőhadnagy 1000 koronát küldött a pécsi jótékony nőegyesületeknek, azon célból, hogy ezen összeg oly szegény sorsát pécsi családok között osztassák szét, amelyeknek fenntartójuk a hazáért hősi halált halt a világháborúban.
1924 augusztusában a kormányzó a népjóléti miniszter előterjesztésére Teleki Andor villányi szőlőtelep tulajdonos, villányi lakosnak közhasznú és érdemes tevékenysége elismeréséül a m. kir. kormány-főtanácsosi címet adományozta. 1924. november 10-én a pécsi Erzsébet Tudományegyetem jelentős adománnyal gazdagodott; Teleki Andor kormány-főtanácsos, bécsi gyáros 115 millió koronát adományozott a pécsi Erzsébet Tudományegyetem belklinikájának céljaira.
1927. április 28-án az osztrák köztársasági elnök látogatást tett a Teleki-féle kottingbrunni oltványtelepen. Az osztrák köztársasági elnök kíséretében volt gróf Ambrózy Lajos magyar követ, aki neves botanikus, továbbá báró Löwenthal dr. kabinetfőnök, valamint az osztrák szőlészet majdnem minden neves és kimagasló férfija. A vendégeket a házigazda, Teleki Andor kormány-főtanácsos, valamint az osztrák hatóságok fejei és a kottingbrunni polgármester fogadták. 1927. május 28-án és 29-én a Nemzetközi szőlészeti és borászati kongresszus Cogneglianóban Magyarországot és a Magyar Szőlősgazdák Országos Egyesületét Teleki Andor kormány-főtanácsos, szőlőbirtokos képviselte, akit a kongresszus egyik alelnökének is megválasztottak. Az első szónok Teleki Andor volt, aki egyórás olasz nyelvű előadásában ismertette a szőlők felújításának történetét hazánkban és a közép-európai államokban.
1927 decemberében a francia köztársaság elnöke Teleki Andor kormány-főtanácsost, pécsi és villányi szőlőbirtokost, a szőlészet terén szerzett érdemei elismeréséül a francia „Mérite agricole” rendjel lovagkeresztjével tüntette ki. Teleki Andor ismert szőlészeti szakíró és a francia szőlészeti lapoknak sok évig munkatársa volt. 1929. január 1-jétől magyar kézen volt a bécsi „Allgemeine Weinzeitung"; a bécsi 45 éves borászati hírlap Teleki Andor kormányfő-tanácsos kiadásában és szerkesztésében kezdett megjelenni.
1930. január 22-én a Bécsi Magyar Kereskedelmi Kamara (Austro-Ungarische Handelskammer) Teleki Andor kormány-főtanácsost alelnökévé választotta meg. 1936 júliusában a kormányzó a külügyminiszter előterjesztésére megengedte, hogy Teleki Andor kormányfőtanácsos a tuniszi II. osztályú Nichan-Iftikhor rendet elfogadja és viselje. 1939 márciusában Teleki Andor kormány-főtanácsos az olasz Koronarend tiszti keresztjét szerezte meg adományul.

## Házassága és leszármazottjai
1912. október 15-én Budapesten feleségül vette az izraelita származású Lukács Magdolna (Budapest, 1893. május 7.–Bécs, 1959. március 26.) kisasszonyt, akinek a szülei Lukács Zsigmond (1858–1912), dégrasgyáros, nagykereskedő, és Neményi Hermina (1863–1939) voltak. Az anyai nagyszülei Neumann Albert (1816–1898), kereskedő, és Kanitz Amália (1833–1915) voltak; gyermekei a Neumann vezetéknevét Neményire magyarosították. Teleki Andor és Lukács Magdolna frigyéből született:
- Teleki Zsigmond.
- Teleki Mária Anna. Férje: Georges Ainsworth Wates londoni ügyvéd.[37]